# Sisyranthus barbatus
Sisyranthus barbatus är en oleanderväxtart som först beskrevs av Porphir Kiril Nicolai Stepanowitsch Turczaninow, och fick sitt nu gällande namn av Nicholas Edward Brown. Sisyranthus barbatus ingår i släktet Sisyranthus och familjen oleanderväxter. Inga underarter finns listade i Catalogue of Life.